# اچ‌دی ۱۰۰۵۴۶
اچ‌دی ۱۰۰۵۴۶ یک ستاره است که در صورت فلکی مگس جنوبی قرار دارد.
اچ‌دی ۱۰۰۵۴۶ ستاره ای است که 316.4 سال نوری از زمین فاصله دارد.[4] این سیاره توسط یک سیاره فراخورشیدی تقریباً 20 MJ در 6.5 AU می چرخد،[6] اگر چه بررسی بیشتر نمایه دیسک نشان می دهد که ممکن است یک جرم بزرگتر مانند یک کوتوله قهوه ای یا بیش از یک سیاره باشد. این ستاره توسط یک قرص دور ستاره ای از فاصله 0.2 تا 4 AU احاطه شده است. و دوباره از 13 AU تا چند صد AU، با شواهدی مبنی بر تشکیل یک پیش سیاره در فاصله حدود 47 AU. تخمین زده می شود که حدود 10 میلیون سال سن داشته باشد، و در بالاترین حد سنی کلاس ستارگانی است که به آن تعلق دارد - ستارگان Herbig Ae/Be  و همچنین نزدیکترین نمونه به منظومه شمسی.

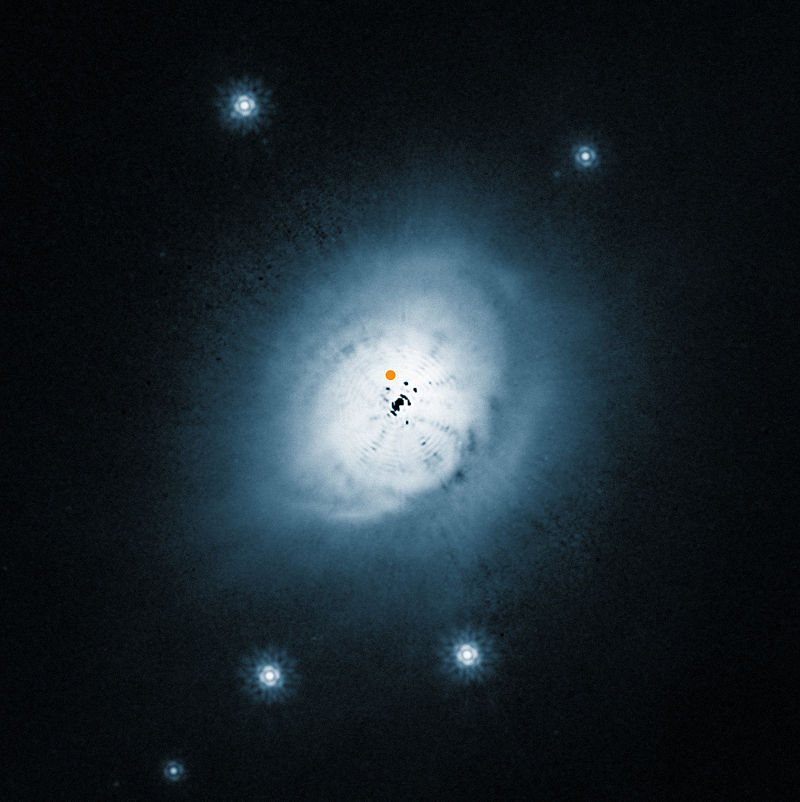
نمای دیسک گرد و غبار اطراف ستاره جوان اچ‌دی ۱۰۰۵۴۶